# إنغه هايبرغ
إنغه هايبيرغ (بالنرويجية البوكمول: Inge Heiberg)‏ هو طبيب نرويجي، ولد في 11 أكتوبر 1861، وتوفي في 1 يوليو 1920.